# Montaudran
Koordinaten: 43° 34′ 25″ N, 1° 28′ 55″ O

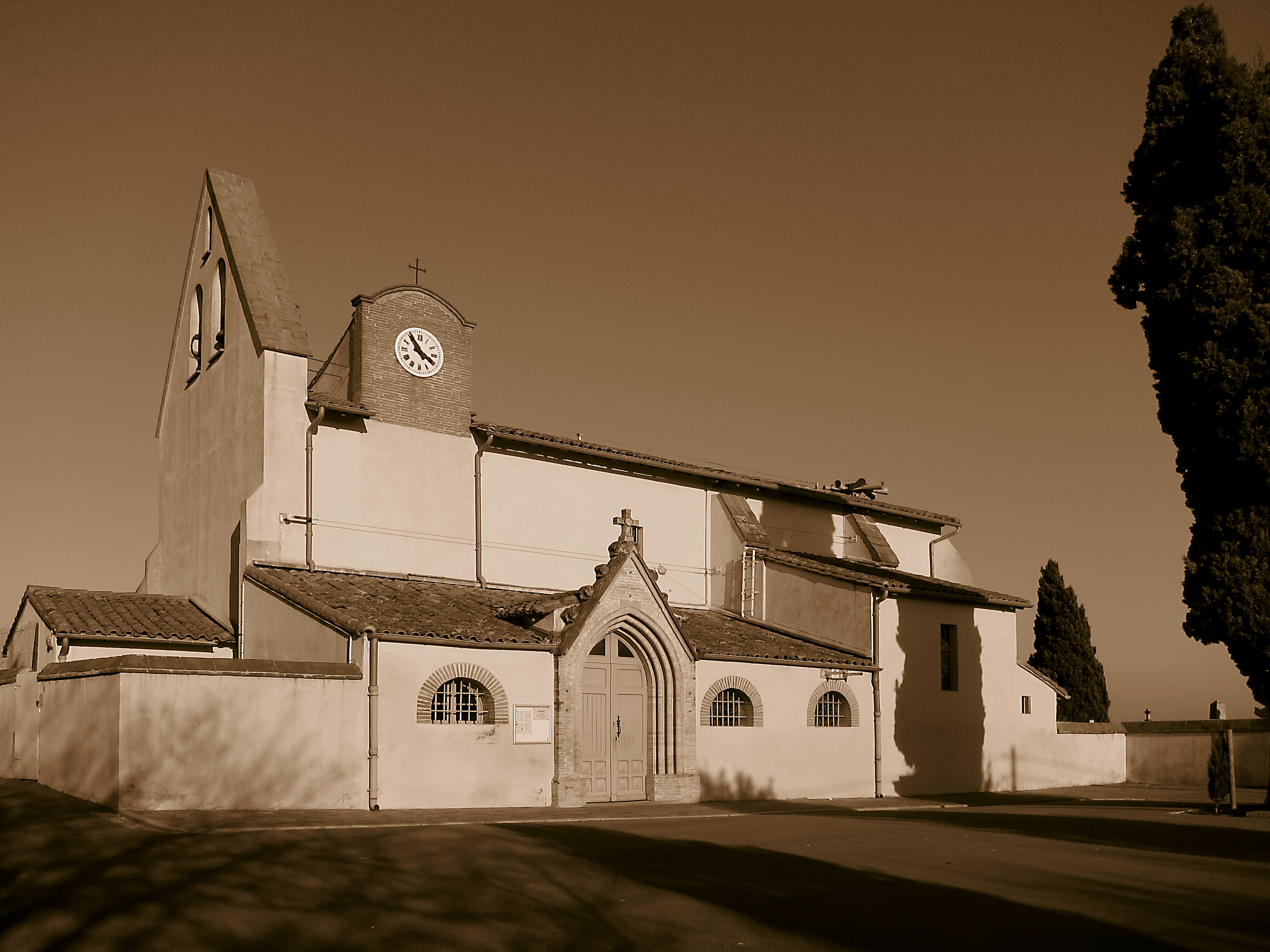
Die Kirche Saint-Étienne von Montaudran, eines der wenigen alten Gebäude des Ortes

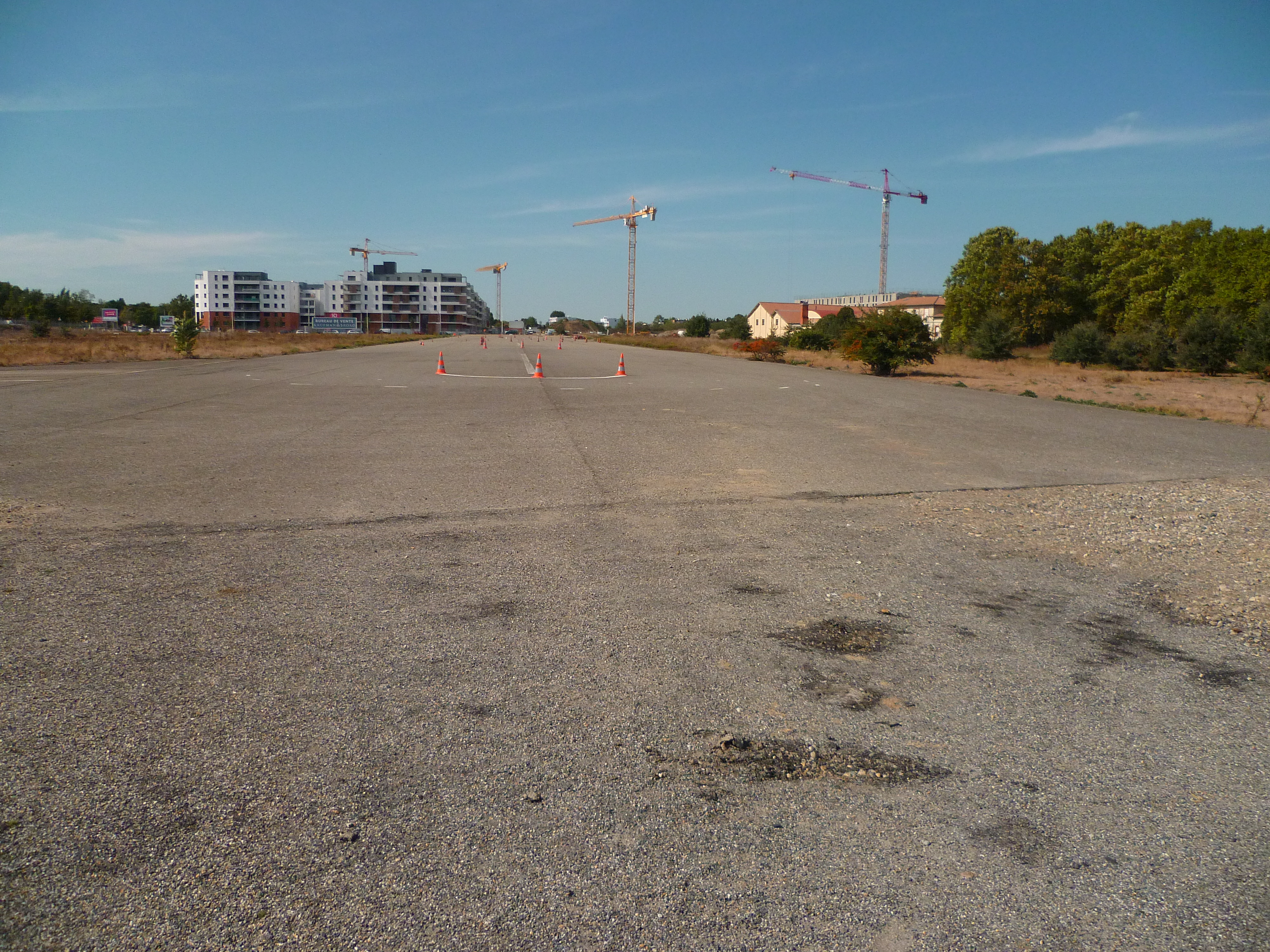
Die verbliebene Start- und Landebahn des ehemaligen Flugplatzes, im Hintergrund die Neubauprojekte

Montaudran ist ein Ortsteil der südfranzösischen Stadt Toulouse. Es handelt sich um einen äußeren Stadtteil am südlichen Rand des Stadtgebiets, etwa 4 Kilometer vom Stadtzentrum entfernt am Fluss Hers. Administrativ gehört Montaudran zum Secteur 5 (Toulouse Sud Est) und bildet hier zusammen mit den nördlich angrenzenden Stadtteilen Pont des Demoiselles und  La Terrasse das Quartier 5.1, das zum Kanton Toulouse-9 gehört. Der kleinere nördliche Teil des Ortsteils ist durch Wohngebiete geprägt, im größeren südlichen und östlichen Teil befinden sich hingegen hauptsächlich Industrie- und Gewerbegebiete entlang des ehemaligen Flugplatzes Toulouse-Montaudran.
Im Nordosten grenzt Montaudran an die Gemeinden Balma (Ortsteil Lasbordes) und Quint-Fonsegrives, im Osten an Saint-Orens-de-Gameville und im Süden an Labège. Im Westen schließt der Toulouser Stadtteil Lespinet (Complexe Scientifque de Rangueil) an. Auf dem Gebiet des Stadtteils münden die Bäche Marcaissonne und Saune in den Hers. Im Süden von Montaudran zweigt die westliche Stadt-Ringautobahn A620 (welche auch die Ortsteilgrenze bildet) von der östlichen A61 ab. Montaudran besitzt auch einen Bahn-Haltepunkt (Halte ferroviaire Montaudran) an der Bahnstrecke Bordeaux–Sète; hier halten Regionalzüge des TER Midi-Pyrénées.
Montaudran ist seit dem Mittelalter als kleines Dorf mit einer Brücke über den Hers bekannt. Während des Albigenserkreuzzugs fand hier am 16. Juni 1211 ein großes Gefecht zwischen den Verteidigern von Toulouse und den Kreuzfahrern statt.
Als Ende des 17. Jahrhunderts der Canal du Midi errichtet wurde, der etwa einen Kilometer westlich des Ortes verläuft, wurden für die beiden Straßen zwischen Montaudran und der Toulouser Altstadt zwei Brücken über den Kanal errichtet (Pont des Demoiselles und Pont de Montaudran). Während der Revolutionszeit wurde der Ort in Messidor umbenannt. Zu dieser Zeit erfolgte auch die Eingemeindung nach Toulouse.
Der heutige Ort ist völlig durch die Luftfahrtindustrie geprägt. 1917/18 errichtete hier Pierre-Georges Latécoère einen Flugplatz, der zum Hauptquartier der Luftpostgesellschaft Aéropostale wurde. Der Flugplatz Montaudran konnte sich zwar nicht als Passagierflughafen durchsetzen, wurde aber ein wichtiges Zentrum für die Flugzeugindustrie und -wartung. Unter anderem unterhielten die Groupe Latécoère,  Breguet und Air France Industries Einrichtungen in Montaudran. In den 1960er- und 1970er-Jahren siedelten sich westlich von Montaudran, im heutigen Gebiet Lespinet (Complexe Scientifque de Rangueil), zahlreiche Forschungs- und -ausbildungseinrichtungen der Luft- und Raumfahrt an. Durch die Konzentration der Luftfahrtindustrie auf den Flughafen Blagnac im Nordwesten der Stadt verließen nach und nach die Unternehmen den Standort Montaudran, Ende 2003 wurde der Flugplatz endgültig geschlossen. Seitdem ist ein größerer Teil von Montaudran Konversionsgebiet, hier sollen der Technologiecampus Toulouse Aerospace und Wohngebiete entstehen. 
Im Parc d'activités Le Palays befindet sich der Standort Toulouse von Airbus Defence and Space. 